# Motomondiale 1979
La stagione 1979 è stata la trentunesima del motomondiale; i gran premi furono 13, gli stessi dell'anno precedente. Solo la classe 125 gareggiò in tutte le occasioni.

## Il contesto
Se, per quanto riguarda le classi singole "storiche", non ci furono né modifiche regolamentari, né modifiche sui punteggi, le novità riguardarono i sidecar e la Formula 750.
La categoria delle motocarrozzette venne "sdoppiata" in seguito alle contestazioni seguenti l'arrivo dell'anticonvenzionale BEO Imagine 77A nella stagione precedente: furono infatti create due categorie, una per i tre ruote "tradizionali", siglata B2A, e una per i sidecar "moderni" (con due ruote motrici o direttrici), la B2B. Il calendario di gare venne un po' complicato da questa decisione, con alcune prove abbinate ai gran premi storici e altre che si svolsero in abbinata a quelle della Formula 750.
Per quanto riguarda la Formula 750, le cui prove continuarono ad essere separate dal resto del calendario, le novità introdotte riguardarono il sistema di punteggio: non venivano più assegnati i punti ad ogni prova, bensì ad ogni singola manche di cui la prova era composta, con il risultato che a fronte di 10 prove vennero assegnati 20 punteggi.
Al termine della stagione vi fu il secondo titolo in 500 per Kenny Roberts e la Yamaha, accoppiata che riuscì a sconfiggere la concorrenza dei piloti Suzuki (l'italiano Virginio Ferrari, Barry Sheene e l'olandese Wil Hartog); Suzuki dovette accontentarsi del titolo iridato relativo ai costruttori.
Nelle classi minori, seconda doppietta consecutiva per Kork Ballington e la Kawasaki KR in 250 e 350, contrastato nella quarto di litro dalla Morbidelli di Graziano Rossi (padre, a inizio anno, di Valentino) e in 350 dal francese Patrick Fernandez.
La 125 fu dominata da Ángel Nieto su Minarelli mentre il classe 50 si impose Eugenio Lazzarini su Kreidler. La Formula 750, giunta alla sua ultima stagione (fu abolita poiché divenuta un "monomarca" Yamaha) vide il primo titolo di Campione del Mondo assegnato a un pilota francese (Patrick Pons).
Per quanto riguarda le tre ruote, nella B2A Rolf Biland si riconfermò iridato, mentre in B2B il titolo fu conquistato (a suon di piazzamenti) dall'equipaggio svizzero Holzer-Meierhans, davanti a Biland.
L'annata viene anche ricordata per alcune polemiche: i piloti ufficiali boicottarono il GP del Belgio per le scarse condizioni di sicurezza del circuito di Spa-Francorchamps, da poco ricostruito, mostrando anche la loro crescente insofferenza per le modalità di gestione del Mondiale da parte della FIM. Questa ondata di protesta crebbe fino al punto che alcuni di essi (tra cui Roberts e Sheene) promossero la creazione di un campionato alternativo, chiamato World Series. Il progetto restò tale, ma dimostrò la forza dei piloti e forzò la Federazione Internazionale a migliorare i premi e l'organizzazione.

## Il calendario
| Data Resoconto        | Gran Premio (Circuito)                   | Vincitori         | Vincitori          | Vincitori       | Vincitori         | Vincitori        |
| Data Resoconto        | Gran Premio (Circuito)                   | classe 50         | classe 125         | classe 250      | classe 350        | classe 500       |
| 18 marzo Resoconto    | GP del Venezuela (San Carlos)            |                   | Ángel Nieto        | Walter Villa    | Carlos Lavado     | Barry Sheene     |
| 29 aprile Resoconto   | GP d'Austria (Salisburgo)                |                   | Ángel Nieto        |                 | Kork Ballington   | Kenny Roberts    |
| 6 maggio Resoconto    | GP della Germania Ovest (Hockenheimring) | Gerhard Waibel    | Ángel Nieto        | Kork Ballington | Jon Ekerold       | Wil Hartog       |
| 13 maggio Resoconto   | GP delle Nazioni (Imola)                 | Eugenio Lazzarini | Ángel Nieto        | Kork Ballington | Gregg Hansford    | Kenny Roberts    |
| 20 maggio Resoconto   | GP di Spagna (Jarama)                    | Eugenio Lazzarini | Ángel Nieto        | Kork Ballington | Kork Ballington   | Kenny Roberts    |
| 17 giugno Resoconto   | GP di Jugoslavia (Fiume)                 | Eugenio Lazzarini | Ángel Nieto        | Graziano Rossi  | Kork Ballington   | Kenny Roberts    |
| 23 giugno Resoconto   | GP d'Olanda (Assen)                      | Eugenio Lazzarini | Ángel Nieto        | Graziano Rossi  | Gregg Hansford    | Virginio Ferrari |
| 1º luglio Resoconto   | GP del Belgio (Spa)                      | Henk van Kessel   | Barry Smith        | Edi Stöllinger  |                   | Dennis Ireland   |
| 22 luglio Resoconto   | GP di Svezia (Karlskoga)                 |                   | Pier Paolo Bianchi | Graziano Rossi  |                   | Barry Sheene     |
| 29 luglio Resoconto   | GP di Finlandia (Imatra)                 |                   | Ricardo Tormo      | Kork Ballington | Gregg Hansford    | Boet van Dulmen  |
| 12 agosto Resoconto   | GP di Gran Bretagna (Silverstone)        |                   | Ángel Nieto        | Kork Ballington | Kork Ballington   | Kenny Roberts    |
| 19 agosto Resoconto   | GP di Cecoslovacchia (Brno)              |                   | Guy Bertin         | Kork Ballington | Kork Ballington   |                  |
| 2 settembre Resoconto | GP di Francia (Le Mans)                  | Eugenio Lazzarini | Guy Bertin         | Kork Ballington | Patrick Fernandez | Barry Sheene     |

## Sistema di punteggio e legenda
| Pos.  | 1  | 2  | 3  | 4 | 5 | 6 | 7 | 8 | 9 | 10 | 11> |
| ----- | -- | -- | -- | - | - | - | - | - | - | -- | --- |
| Punti | 15 | 12 | 10 | 8 | 6 | 5 | 4 | 3 | 2 | 1  | 0   |

## Le classi

### Classe 500

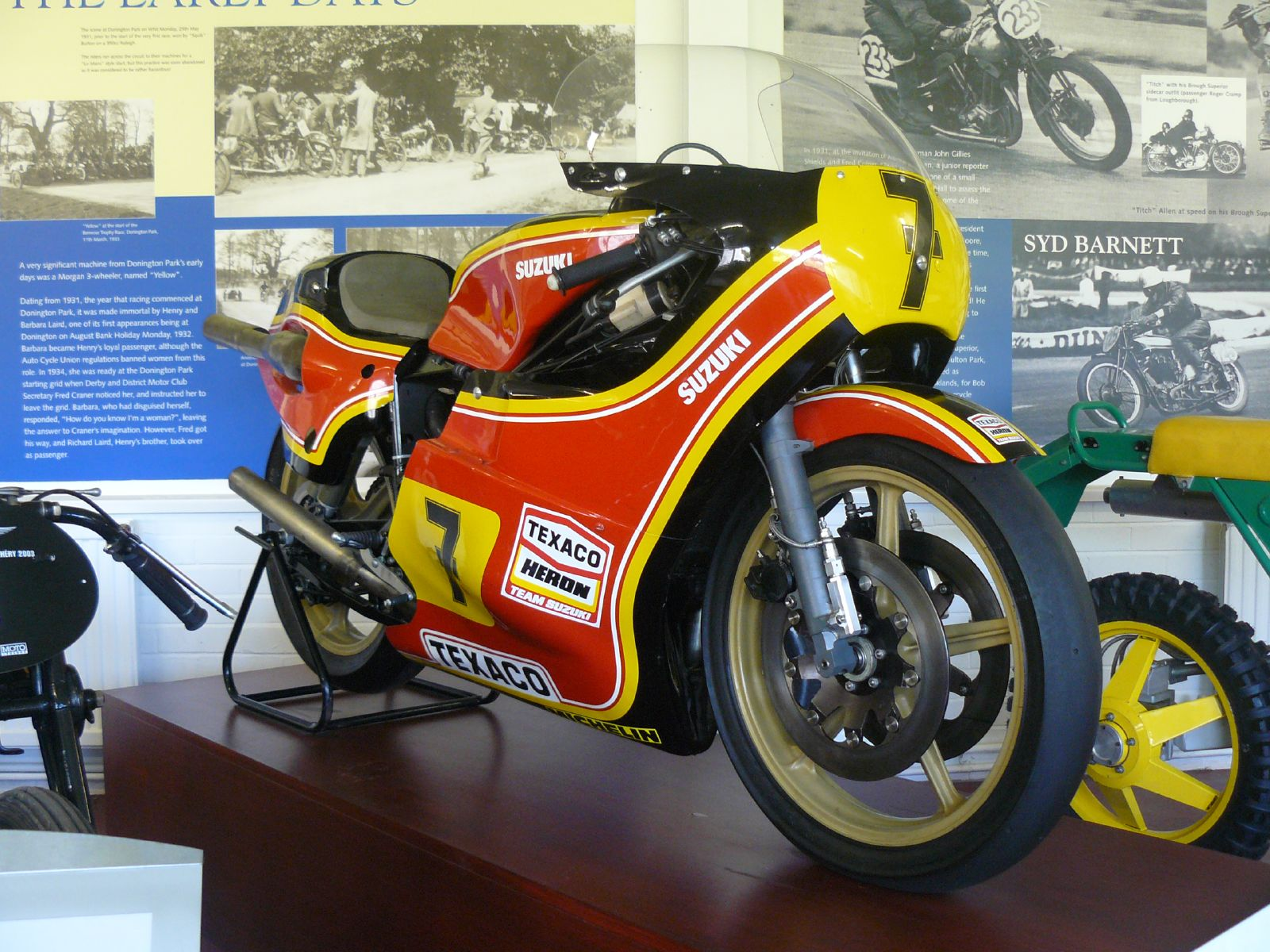
La Suzuki di Barry Sheene.

Nuove modifiche nell'organizzazione di case e team: la Yamaha non presentò più un suo team interno ma affidò le sue moto ufficiali ai team gestiti dall'importatore statunitense, da quello francese e da quello venezuelano che schierarono, rispettivamente, Kenny Roberts, Christian Sarron e Johnny Cecotto. Dall'altra parte la Suzuki che stava affidando da anni le sue moto al team gestito dall'importatore britannico, da quest'anno decise di fornire delle moto strettamente ufficiali anche ad un team olandese e ad uno italiano che schierarono Wil Hartog e Virginio Ferrari. L'unica casa motociclistica che all'inizio della stagione risultava iscritta con un proprio team diretto era la Morbidelli che schierava Graziano Rossi.
Il vincitore del titolo iridato fu Kenny Roberts su Yamaha che si aggiudicò 5 gran premi sulle 12 prove disputate (la 500 non corse in Cecoslovacchia) e precedette in classifica 9 piloti tutti equipaggiati con moto Suzuki.

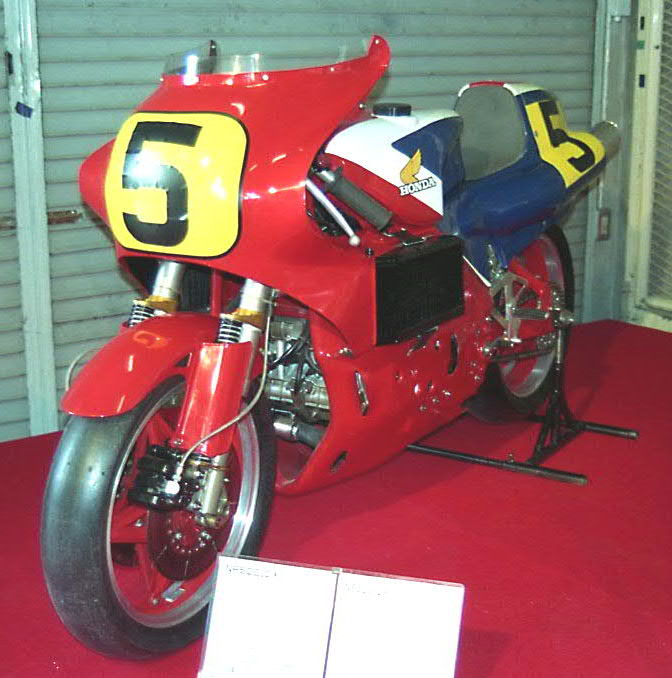
La Honda NR 500.

Per quanto non dall'inizio, la stagione vide anche il ritorno della Honda nel Motomondiale (era assente dalla stagione '67), con l'esotica NR500 a pistoni ovali. La mezzo litro della Casa dell'Ala d'Oro venne schierata al GP di Gran Bretagna ed a quello di Francia. I piloti sono l'inglese Mick Grant (pupillo del direttore sportivo della Honda Uk, Gerald Davison) ed il giapponese ex campione del Mondo della 350 Takazumi Katayama, che portò in dote alla squadra anche il suo sponsor personale Sarome.
La sofisticata moto giapponese non brillò: a Silverstone i due piloti Honda partirono grazie alla sportività dei piloti (inglesi) qualificatisi in ultima fila (tutti e 5 rinunciarono allo start pur di fare debuttare la nuova Honda), ma non fecero molta strada (Katayama ritirato dopo quattro giri, Grant caduto alla prima curva). A Le Mans, invece, nessuna delle NR si qualificò (i due piloti Honda provarono a intrufolarsi in griglia, ma vennero cacciati in malo modo).
Il GP del Belgio fu caratterizzato dal boicottaggio della maggior parte dei piloti a causa delle scarse misure di sicurezza, partirono solamente 10 piloti che vennero tutti classificati; la classifica riporta perciò nelle prime posizioni anche nomi di piloti che non erano solitamente presenti.
Durante l'anno si registrò anche la morte, nella North West 200 gara non di campionato, del pilota nordirlandese Tom Herron che figurò peraltro al decimo posto della classifica stagionale.
Nel Tourist Trophy, gara non più nel calendario iridato, Mike Hailwood vinse il Senior TT riservato alle 500, facendo registrare la sua 14ª vittoria tra tutte le classi.

Classifica piloti (prime 5 posizioni)
| Pos. | Pilota           | Moto   |     |    |     |     |     |     |   |    |     |     |   |    |     | P.ti |
| ---- | ---------------- | ------ | --- | -- | --- | --- | --- | --- | - | -- | --- | --- | - | -- | --- | ---- |
| 1    | Kenny Roberts    | Yamaha |     | 1  | 2   | 1   | 1   | 1   | 8 | NP | 4   | 6   | 1 | NE | 3   | 113  |
| 2    | Virginio Ferrari | Suzuki | 2   | 2  | 3   | 2   | 4   | 2   | 1 | NP | Rit | 15  | 4 | NE | Rit | 89   |
| 3    | Barry Sheene     | Suzuki | 1   | 12 | Rit | 4   | Rit | Rit | 2 | NP | 1   | 3   | 2 | NE | 1   | 87   |
| 4    | Wil Hartog       | Suzuki | Rit | 3  | 1   | Rit | 2   | 4   | 3 | NP | Rit | 10  | 3 | NE | 18  | 66   |
| 5    | Franco Uncini    | Suzuki | 4   | 6  | 6   | Rit | 5   | 3   | 6 | NP | Rit | Rit | 7 | NE | 4   | 51   |
| Pos. | Pilota           | Moto   |     |    |     |     |     |     |   |    |     |     |   |    |     | P.ti |

| Legenda                                                                        | 1º posto        | 2º posto        | 3º posto | A punti      | Senza punti        | Grassetto=Pole position Corsivo=Giro più veloce |
| Legenda                                                                        | Gara non valida | Non qualificato | Ritirato | Squalificato | "-" Dato non disp. | Grassetto=Pole position Corsivo=Giro più veloce |
| Fonte dei dati: motogp.com, racingmemo.free.fr, autosport.com, jumpingjack.nl. |                 |                 |          |              |                    |                                                 |

### Classe 350
In 350 si ripeté quasi integralmente la classifica dell'anno precedente con le due Kawasaki di Kork Ballington e Gregg Hansford al primo e terzo posto generale; cambiò solo il pilota che, in sella ad una Yamaha, ottenne la seconda posizione: in questo caso fu Patrick Fernandez.
La classe fu presente in 11 occasioni su 13 e il pilota vincitore se ne aggiudicò 5.
Classifica piloti (prime 5 posizioni)
| Pos. | Pilota            | Moto     |    |    |     |     |     |     |     |    |    |   |     |   |     | P.ti |
| ---- | ----------------- | -------- | -- | -- | --- | --- | --- | --- | --- | -- | -- | - | --- | - | --- | ---- |
| 1    | Kork Ballington   | Kawasaki | 4  | 1  | 4   | Rit | 1   | 1   | Rit | NE | NE | 9 | 1   | 1 | 5   | 99   |
| 2    | Patrick Fernandez | Yamaha   | 3  | 6  | Rit | 3   | 4   | 4   | 2   | NE | NE | 2 | Rit | 3 | 1   | 90   |
| 3    | Gregg Hansford    | Kawasaki | 12 | 13 | Rit | 1   | 2   | Rit | 1   | NE | NE | 1 | 2   | 4 | Rit | 77   |
| 4    | Anton Mang        | Kawasaki | -  | 3  | 2   | 4   | Rit | 6   | 4   | NE | NE | 4 | Rit | 2 | Rit | 63   |
| 5    | Michel Frutschi   | Yamaha   | -  | 4  | 3   | NQ  | 3   | 8   | 5   | NE | NE | - | 4   | 9 | Rit | 47   |
| Pos. | Pilota            | Moto     |    |    |     |     |     |     |     |    |    |   |     |   |     | P.ti |

| Legenda                                                                        | 1º posto        | 2º posto        | 3º posto | A punti      | Senza punti        | Grassetto=Pole position Corsivo=Giro più veloce |
| Legenda                                                                        | Gara non valida | Non qualificato | Ritirato | Squalificato | "-" Dato non disp. | Grassetto=Pole position Corsivo=Giro più veloce |
| Fonte dei dati: motogp.com, racingmemo.free.fr, autosport.com, jumpingjack.nl. |                 |                 |          |              |                    |                                                 |

### Classe 250
Per il secondo anno consecutivo a Kork Ballington riuscì l'impresa di aggiudicarsi il titolo iridato in due categorie: dopo aver ottenuto quella della 350 ottenne anche quello della quarto di litro, sempre su Kawasaki e sempre precedendo come nel 1978 il compagno di squadra Gregg Hansford.
Il campionato si sviluppò su 12 prove (non fu presente in Austria) ma, come per le altre classi in gara, i piloti più importanti della classe 250 decisero di boicottare il Gran Premio motociclistico del Belgio.
Classifica piloti (prime 5 posizioni)
| Pos. | Pilota            | Moto               |     |    |    |     |   |    |   |   |     |     |     |    |     | P.ti |
| ---- | ----------------- | ------------------ | --- | -- | -- | --- | - | -- | - | - | --- | --- | --- | -- | --- | ---- |
| 1    | Kork Ballington   | Kawasaki           | 2   | NE | 1  | 1   | 1 | 4  | 3 | - | 5   | 1   | 1   | 1  | 1   | 141  |
| 2    | Gregg Hansford    | Kawasaki           | 7   | NE | 6  | Rit | 2 | 2  | 2 | - | 2   | 2   | Rit | 15 | 2   | 81   |
| 3    | Graziano Rossi    | Morbidelli         | Rit | NE | 18 | Rit | 3 | 1  | 1 | - | 1   | Rit | Rit | 2  | Rit | 67   |
| 4    | Randy Mamola      | Adriatica e Yamaha | 5   | NE | 2  | 2   | 8 | 10 | 7 | - | Rit | Rit | 2   | 5  | 4   | 64   |
| 5    | Patrick Fernandez | Yamaha             | Rit | NE | 16 | 6   | 6 | 3  | 6 | - | 3   | 3   | 8   | 6  | 3   | 63   |
| Pos. | Pilota            | Moto               |     |    |    |     |   |    |   |   |     |     |     |    |     | P.ti |

| Legenda                                                                        | 1º posto        | 2º posto        | 3º posto | A punti      | Senza punti        | Grassetto=Pole position Corsivo=Giro più veloce |
| Legenda                                                                        | Gara non valida | Non qualificato | Ritirato | Squalificato | "-" Dato non disp. | Grassetto=Pole position Corsivo=Giro più veloce |
| Fonte dei dati: motogp.com, racingmemo.free.fr, autosport.com, jumpingjack.nl. |                 |                 |          |              |                    |                                                 |

### Classe 125
Ángel Nieto in sella alla Minarelli e vincitore dei primi 7 GP (la 125 fu presente in tutte le occasioni), si impose piuttosto facilmente, ottenendo in questo modo l'ennesimo titolo iridato della carriera. Dietro di lui, si fecero notare le Motobécane di Thierry Espié e Guy Bertin, vincitore quest'ultimo degli ultimi due GP.
Pier Paolo Bianchi, ancora segnato dall'incidente della stagione precedente in cui era giunto terzo, finì quest'anno decimo mentre il detentore del titolo Eugenio Lazzarini si piazzò ancor più lontano, al quindicesimo posto.
Classifica piloti (prime 5 posizioni)
| Pos. | Pilota              | Moto       |   |     |     |   |     |     |     |   |     |     |   |   |     | P.ti |
| ---- | ------------------- | ---------- | - | --- | --- | - | --- | --- | --- | - | --- | --- | - | - | --- | ---- |
| 1    | Ángel Nieto         | Minarelli  | 1 | 1   | 1   | 1 | 1   | 1   | 1   | - |     |     | 1 | - | 15  | 120  |
| 2    | Maurizio Massimiani | MBA        | 3 | Rit | -   | 3 | 6   | Rit | 3   | - | Rit | Rit | 6 | 3 | 8   | 53   |
| 3    | Hans Müller         | MBA        | 8 | 4   | 4   | 5 | Rit | Rit | Rit | - | Rit | 3   | 7 | 5 | 6   | 50   |
| 4    | Thierry Espié       | Motobécane | 2 | Rit | Rit | 2 | 2   | 2   | Rit | - |     |     | - | - | -   | 48   |
| 5    | Gert Bender         | Bender     | - | 3   | 5   | - | Rit | -   | 4   | - | Rit | 8   | 2 | 4 | Rit | 47   |
| Pos. | Pilota              | Moto       |   |     |     |   |     |     |     |   |     |     |   |   |     | P.ti |

| Legenda                                                                        | 1º posto        | 2º posto        | 3º posto | A punti      | Senza punti        | Grassetto=Pole position Corsivo=Giro più veloce |
| Legenda                                                                        | Gara non valida | Non qualificato | Ritirato | Squalificato | "-" Dato non disp. | Grassetto=Pole position Corsivo=Giro più veloce |
| Fonte dei dati: motogp.com, racingmemo.free.fr, autosport.com, jumpingjack.nl. |                 |                 |          |              |                    |                                                 |

### Classe 50
In 50 il titolo andò a Eugenio Lazzarini su Kreidler che si rifece degli scarsi risultati ottenuti nella categoria superiore e migliorò il secondo posto già ottenuto nella stagione '78.
Come in occasioni precedenti la classe di minor cilindrata fu, tra le categorie corse in singolo, quella presente nel minor numero di occasioni, solo 7 su 13 gran premi.
Il detentore del titolo, Ricardo Tormo su Bultaco, finì quest'anno solo al diciassettesimo posto.

Classifica piloti (prime 5 posizioni)
| Pos. | Pilota             | Moto     |    |    |     |     |     |     |     |   |    |    |    |    |     | P.ti |
| ---- | ------------------ | -------- | -- | -- | --- | --- | --- | --- | --- | - | -- | -- | -- | -- | --- | ---- |
| 1    | Eugenio Lazzarini  | Kreidler | NE | NE | Rit | 1   | 1   | 1   | 1   | - | NE | NE | NE | NE | 1   | 75   |
| 2    | Rolf Blatter       | Kreidler | NE | NE | 4   | 2   | 3   | 2   | 3   | - | NE | NE | NE | NE | 3   | 62   |
| 3    | Patrick Plisson    | ABF      | NE | NE | Rit | 6   | 2   | Rit | 2   | - | NE | NE | NE | NE | 8   | 32   |
| 4    | Gerhard Waibel     | Kreidler | NE | NE | 1   | Rit | 4   | 4   | Rit | - | NE | NE | NE | NE | 15  | 31   |
| 5    | Peter Looijesteijn | Kreidler | NE | NE | 2   | 3   | Rit | Rit | 4   | - | NE | NE | NE | NE | Rit | 30   |
| Pos. | Pilota             | Moto     |    |    |     |     |     |     |     |   |    |    |    |    |     | P.ti |

| Legenda                                                                        | 1º posto        | 2º posto        | 3º posto | A punti      | Senza punti        | Grassetto=Pole position Corsivo=Giro più veloce |
| Legenda                                                                        | Gara non valida | Non qualificato | Ritirato | Squalificato | "-" Dato non disp. | Grassetto=Pole position Corsivo=Giro più veloce |
| Fonte dei dati: motogp.com, racingmemo.free.fr, autosport.com, jumpingjack.nl. |                 |                 |          |              |                    |                                                 |

## I sidecar
La classe sidecar era stata rivoluzionata l'anno precedente da Rolf Biland e dal suo innovativo BEO Imagine 77A, il cui impiego in gara fu oggetto di contestazione da parte degli altri concorrenti per tutta la stagione 1978, tanto da chiedere lumi alla federazione sull'ammissibilità del mezzo, la cui regolarità venne confermata al GP d'Olanda tenutosi a giugno, ma permise allo svizzero di laurearsi campione.
Sull'onda delle contestazioni, la FIM creò due diverse classi sidecar per la stagione '79: una classe per i sidecar tradizionali (la B2A) e una per quelli innovativi a due ruote motrici o direzionali (la B2B), una scelta che provocò un impoverimento delle rispettive griglie di partenza, con molti dei partecipanti che scelsero di schierarsi solo in una delle due classi. Rolf Biland si presentò in entrambe le classi, vincendo il titolo in B2A e arrivando secondo in B2B, in entrambi i casi con Kurt Waltisperg come suo passeggero, dopo che il precedente "co-equiper" Kenny Williams aveva lasciato la squadra scontento del suo ruolo di passeggero "inattivo" sul BEO. I campioni svizzeri, che nella B2B avevano lasciato il loro BEO per diventare clienti della LCR, si confrontarono in questa classe con i regolarissimi connazionali Bruno Holzer/Karl Meierhans dotati dello stesso mezzo e persero il titolo nonostante le quattro vittorie conseguite.

### La stagione dei sidecar B2A
| Gara                             | Circuito       | Vincitori                       | Sidecar        |
| -------------------------------- | -------------- | ------------------------------- | -------------- |
| Gran Premio d'Austria            | Salisburgo     | Göte Brodin / Billy Gällros     | Krauser-Yamaha |
| Gran Premio della Germania Ovest | Hockenheimring | Rolf Steinhausen / Kenny Arthur | KSA-Yamaha     |
| Gran Premio d'Olanda             | Assen          | Rolf Biland / Kurt Waltisperg   | Schmid-Yamaha  |
| Gran Premio del Belgio           | Spa            | Rolf Steinhausen / Kenny Arthur | KSA-Yamaha     |
| Gran Premio di Svezia            | Karlskoga      | Jock Taylor / Benga Johansson   | Windle-Yamaha  |
| Gran Premio di Gran Bretagna     | Silverstone    | Rolf Biland / Kurt Waltisperg   | Schmid-Yamaha  |
| Gran Premio di Cecoslovacchia    | Brno           | Rolf Biland / Kurt Waltisperg   | Schmid-Yamaha  |

### Classifica finale sidecar B2A
Classifica equipaggi (prime 5 posizioni)
| Pos. | Pilota                                           | Moto          |    |   |   |    |    |    |   |   |   |    |   |   |    | P.ti |
| ---- | ------------------------------------------------ | ------------- | -- | - | - | -- | -- | -- | - | - | - | -- | - | - | -- | ---- |
| 1    | Rolf Biland/Kurt Waltisperg                      | Schmid-Yamaha | NE | - | - | NE | NE | NE | 1 | 2 | 3 | NE | 1 | 1 | NE | 67   |
| 2    | Rolf Steinhausen/Kenny Arthur                    | KSA-Yamaha    | NE | 3 | 1 | NE | NE | NE | 2 | 1 | - | NE | 5 | - | NE | 58   |
| -    | Dick Greasley/John Parkins                       | Yamaha        | NE | - | 3 | NE | NE | NE | 4 | 3 | 4 | NE | 3 | 2 | NE | 58   |
| 4    | Siegfried Schauzu/Lorenzo Puzo                   | Busch-Yamaha  | NE | 2 | 2 | NE | NE | NE | - | 4 | 6 | NE | 7 | 4 | NE | 49   |
| 5    | Jock Taylor / Jim Law-James Neil-Benga Johansson | Windle-Yamaha | NE | - | 5 | NE | NE | NE | 3 | - | 1 | NE | 2 | - | NE | 43   |
| Pos. | Pilota                                           | Moto          |    |   |   |    |    |    |   |   |   |    |   |   |    | P.ti |

| Legenda                                                                        | 1º posto        | 2º posto        | 3º posto | A punti      | Senza punti        | Grassetto=Pole position Corsivo=Giro più veloce |
| Legenda                                                                        | Gara non valida | Non qualificato | Ritirato | Squalificato | "-" Dato non disp. | Grassetto=Pole position Corsivo=Giro più veloce |
| Fonte dei dati: motogp.com, racingmemo.free.fr, autosport.com, jumpingjack.nl. |                 |                 |          |              |                    |                                                 |

### La stagione dei sidecar B2B
| Gara                             | Circuito    | Vincitori                       | Sidecar       |
| -------------------------------- | ----------- | ------------------------------- | ------------- |
| Gran Premio d'Austria            | Salisburgo  | Rolf Biland / Kurt Waltisperg   | LCR-Yamaha    |
| Gran Premio di Svizzera          | Paul Ricard | Rolf Biland / Kurt Waltisperg   | LCR-Yamaha    |
| Gran Premio di Gran Bretagna     | Silverstone | Alain Michel / Michael Burkhard | Seymaz-Yamaha |
| Gran Premio della Germania Ovest | Nürburgring | Rolf Biland / Kurt Waltisperg   | LCR-Yamaha    |
| Gran Premio di Francia           | Le Mans     | Rolf Biland / Kurt Waltisperg   | LCR-Yamaha    |
| Gran Premio d'Olanda             | Assen       | Alain Michel / Michael Burkhard | Seymaz-Yamaha |

### Classifica finale sidecar B2B
Il campionato è caratterizzato soprattutto dalla lotta tra i due equipaggi svizzeri Bruno Holzer-Karl Meierhans e Rolf Biland-Kurt Waltisperg. All'ultimo GP ad Assen arrivano appaiati in classifica, ma durante le prove Biland è protagonista di un incidente a 200 km/h in cui riporta la frattura del braccio sinistro (Waltisperg esce invece illeso); Holzer ha così bisogno di un solo punto per diventare campione e in gara non corre rischi concludendo al 2º posto per la sesta volta su 6.
Classifica equipaggi (prime 5 posizioni)
| Posizione | Equipaggio                                     | Sidecar       | Austria (bandiera) | Svizzera (bandiera) | Regno Unito (bandiera) | Germania (bandiera) | Francia (bandiera) | Paesi Bassi (bandiera) | Punti |
| --------- | ---------------------------------------------- | ------------- | ------------------ | ------------------- | ---------------------- | ------------------- | ------------------ | ---------------------- | ----- |
| 1         | Bruno Holzer/Karl Meierhans                    | LCR-Yamaha    | 2                  | 2                   | 2                      | 2                   | 2                  | 2                      | 72    |
| 2         | Rolf Biland/Kurt Waltisperg                    | LCR-Yamaha    | 1                  | 1                   | -                      | 1                   | 1                  | -                      | 60    |
| 3         | Masato Kumano/Isao Arifuku                     | Yamaha        | 4                  | 4                   | 3                      | 3                   | -                  | 6                      | 41    |
| 4         | Alain Michel/Michael Burkhard                  | Seymaz-Yamaha | Rit                | -                   | 1                      | -                   | -                  | 1                      | 30    |
| 5         | Bernard Chabert/Patrice Daire-Pierre Dessirier | CB-Yamaha     | 7                  | 5                   | 6                      | 4                   | -                  | 9                      | 25    |
| Posizione | Equipaggio                                     | Sidecar       | Austria (bandiera) | Svizzera (bandiera) | Regno Unito (bandiera) | Germania (bandiera) | Francia (bandiera) | Paesi Bassi (bandiera) | Punti |

| Legenda | 1º posto        | 2º posto            | 3º posto            | A punti      | Senza punti        | Grassetto=Pole position Corsivo=Giro più veloce |
| Legenda | Gara non valida | Non qual./Non part. | Ritirato/Non class. | Squalificato | "-" Dato non disp. | Grassetto=Pole position Corsivo=Giro più veloce |

## Formula 750

### La stagione della Formula 750
Da notare la presenza nel calendario di un "GP di Svizzera", disputato anche dai sidecar B2B; si svolge in realtà sul circuito francese di Le Castellet, del resto nel paese elvetico le gare su circuito sono vietate in seguito all'incidente alla 24 Ore di Le Mans del 1955.
| Data              | Gara          | Circuito       |
| ----------------- | ------------- | -------------- |
| 1º aprile 1979    | Italia        | Mugello        |
| 22 aprile 1979    | Gran Bretagna | Brands Hatch   |
| 27 maggio 1979    | Francia       | Nogaro         |
| 15 luglio 1979    | Svizzera      | Paul Ricard    |
| 22 luglio 1979    | Austria       | Österreichring |
| 29 luglio 1979    | Canada        | Mosport Park   |
| 5 agosto 1979     | Stati Uniti   | Laguna Seca    |
| 9 settembre 1979  | Olanda        | Assen          |
| 23 settembre 1979 | Germania      | Hockenheim     |
| 30 settembre 1979 | Iugoslavia    | Fiume          |

### Classifica finale Formula 750
1ª m.= prima manche; 2ª m.= seconda manche.
| Pos | Pilota            | Moto   | Italia (bandiera) | Italia (bandiera) | Regno Unito (bandiera) | Regno Unito (bandiera) | Francia (bandiera) | Francia (bandiera) | Svizzera (bandiera) | Svizzera (bandiera) | Austria (bandiera) | Austria (bandiera) | Canada (bandiera) | Canada (bandiera) | Stati Uniti (bandiera) | Stati Uniti (bandiera) | Paesi Bassi (bandiera) | Paesi Bassi (bandiera) | Germania (bandiera) | Germania (bandiera) | Jugoslavia (bandiera) | Jugoslavia (bandiera) | Punti |
| Pos | Pilota            | Moto   | 1ª m.             | 2ª m.             | 1ª m.                  | 2ª m.                  | 1ª m.              | 2ª m.              | 1ª m.               | 2ª m.               | 1ª m.              | 2ª m.              | 1ª m.             | 2ª m.             | 1ª m.                  | 2ª m.                  | 1ª m.                  | 2ª m.                  | 1ª m.               | 2ª m.               | 1ª m.                 | 2ª m.                 | Punti |
| --- | ----------------- | ------ | ----------------- | ----------------- | ---------------------- | ---------------------- | ------------------ | ------------------ | ------------------- | ------------------- | ------------------ | ------------------ | ----------------- | ----------------- | ---------------------- | ---------------------- | ---------------------- | ---------------------- | ------------------- | ------------------- | --------------------- | --------------------- | ----- |
| 1   | Patrick Pons      | Yamaha | 5                 | 5                 | -                      | -                      | 1                  | 2                  | -                   | 3                   | 3                  | 2                  | 1                 | 2                 | 5                      | -                      | -                      | -                      | 1                   | 1                   | 3                     | 3                     | 154   |
| 2   | Michel Frutschi   | Yamaha | -                 | 4                 | 5                      | 5                      | -                  | -                  | 1                   | 4                   | 6                  | 9                  | 5                 | 1                 | 6                      | 3                      | 3                      | 4                      | -                   | 10                  | 1                     | 2                     | 132   |
| 3   | Johnny Cecotto    | Yamaha | 3                 | 2                 | 1                      | 1                      | -                  | -                  | 2                   | 1                   | -                  | -                  | -                 | -                 | -                      | -                      | 6                      | 1                      | -                   | -                   | 2                     | 1                     | 126   |
| 4   | Sadao Asami       | Yamaha | -                 | 3                 | -                      | 3                      | -                  | -                  | 3                   | 2                   | -                  | 10                 | -                 | -                 | -                      | -                      | 7                      | 7                      | 3                   | -                   | 5                     | 5                     | 73    |
| 5   | Gianfranco Bonera | Yamaha | 6                 | 7                 | 8                      | -                      | 3                  | -                  | -                   | 6                   | 7                  | 7                  | -                 | -                 | -                      | -                      | 2                      | 5                      | 7                   | -                   | 6                     | 4                     | 70    |
| Pos | Pilota            | Moto   | Italia (bandiera) | Italia (bandiera) | Regno Unito (bandiera) | Regno Unito (bandiera) | Francia (bandiera) | Francia (bandiera) | Svizzera (bandiera) | Svizzera (bandiera) | Austria (bandiera) | Austria (bandiera) | Canada (bandiera) | Canada (bandiera) | Stati Uniti (bandiera) | Stati Uniti (bandiera) | Paesi Bassi (bandiera) | Paesi Bassi (bandiera) | Germania (bandiera) | Germania (bandiera) | Jugoslavia (bandiera) | Jugoslavia (bandiera) | Punti |